# Sir (naziv)
Sir [sêr] tudi [sír] (angleško Sir) je  naziv vitezov in baronetov v Združenem kraljestvu. Uporablja se za naslavljanje vitezov, skupaj z njihovim polnim imenom in priimkom (Sir Arthur Charles Clarke), včasih samo z imenom (Sir Arthur Charles), nikoli pa samo s priimkom (Sir Clarke ni pravilno). Enakovreden naziv za ženske je Dama (Dame), če pa je ženska poročena z Sir-om pa je njen naziv Lejdi (Lady)
Lahko se uporablja tudi brez imena, v pogovoru, po navadi za naslavljanje pomembnejših, spoštovanih oseb, kupcev, v formalnih pismih, ali pri neznanih ljudeh (podobno kot na Slovenskem gospod). Enakovreden naziv za ženske je madam (gospa).
Beseda je izpeljana iz francoske sieur, oziroma iz latinske senior.